# Еминник, Марк Моисеевич
Марк Моисеевич Еминник (при рождении Сруль Рехтер, укр. Марк Мойсейович Ємінник; 7 декабря 1901, Одесса — 1954) — украинский советский правовед, специалист в области уголовного права. 
Служил в РККА. В начале 1920-х годов вступил в Коммунистическую партию. Со второй половины 1920-х годов работал в Харьковском институте народного хозяйства, где некоторое время возглавлял юридический факультет. После реорганизации вуза в 1930 году работал в Харьковском институте советского строительства и права, где в 1931—1932 годах был директором и в 1931—1934 — заведующим кафедрой уголовного права. 
С 1933 года был судьей Верховного Суда Украинской ССР, а в 1934—1936 годах — помощником прокурора Украинской ССР. Был дважды репрессирован — в 1938 году он был осуждён на 8 лет лишения свободы и в 1949 году выслан на поселение. В 1956 году был посмертно полностью реабилитирован.

## Биография
Марк Рехтер родился 7 декабря 1901 года в Одессе. Его отец скончался, когда сыну было два года. Вследствие этого он воспитывался у своего дяди, который жил в другом городе. Его мать продолжала жить в Одессе, и после возвращения к ней Марк экстерном сдал экзамены по программам начальной и средней школы. После этого, в 1917 году он начал преподавать для учеников младших и средних классов сельской школы.  В революционные годы Марк Рехтер сменил фамилию на Еминник. Фамилия Рехтер на русский язык переводилась как «правильный», а на древнееврейском языке это слово звучало как «еминни». 
По разным данным начал службу в Красной армии в 1919 или 1920 году. Во время службы вступил в Коммунистическую партию. Демобилизовался в 1922 году, к этому моменту служил в Харькове, где и остался работать после демобилизации. Сначала работал в Центральном комитете Коммунистической партии (большевиков) Украины, а затем в Главном политико-просветительном комитете Народного комиссариата просвещения Украинской ССР. Одновременно с этим получал юридическое образование в Харьковском институте народного хозяйства. 
В 1924 в рамках политике «чистки партийных рядов» Еминник был исключён из Коммунистической партии по причине участия в «троцкистской оппозиции». Однако данное утверждение было опровергнуто и уже в 1925 году он был восстановлен в партии. В том же году Марк Еминник окончил правовой факультет Харьковского института народного хозяйства и поступил в него же в аспирантуру. Совмещал учёбу в аспирантуре с практической работой, был народным следователем в окружной прокуратуре. В 1928 году Еминник окончил аспирантуру и был принят на должность ассистента кафедры уголовного права в этом же вузе. Затем он был повышен до доцента, а ещё спустя какое-то время стал деканом всего юридического факультета. Имел учёное звание доцента. Академик Ю. С. Шемшученко также указывал на то, что перед тем как возглавить факультет Еминник защитил кандидатскую диссертацию. 
В июле 1930 года Харьковский институт народного хозяйства был реорганизован в Харьковский институт советского строительства и права и в конце того же года Еминник стал заместителем директора по учебной части в новосозданном институте. В 1931 году он стал директором Харьковского института советского строительства и права. В том же году Еминник занял ещё одну должность в вузе — заведующего кафедрой уголовного права, читал лекции по Общей части уголовного права. Оставался директором вуза до 1932 года, а до 1934 — продолжал возглавлять кафедру уголовного права.

Хотя должность директора института М. М. Еминник занимал менее одного года, однако за время учёбы и работы в институте он оставил о себе самую добрую память. Соратники характеризовали его как человека высокоэрудированного, энергичного и целеустремленного, не боящегося никаких трудностей— И. С. Николаев
В середине 1933 года Марк Моисеевич был включён в число судей Верховного Суда Украинской ССР, а 1934 переехал в Киев и на протяжении следующих двух лет возглавлял уголовную коллегию этой судебной инстанции. В 1936 году стал помощником прокурора Украинской ССР. 
В 1938 году Еминник был арестован по так называемому «дело юристов» (также встречается название —  дело «правовиков»), которое Ю. С. Шемшученко называл «сфальсифицированным органами НКВД». В вину Еминнику ставилось якобы создание «протроцкистской террористической организации». Также, опираясь на то, что Еминник поменял свою настоящую фамилию и читал книги на древнееврейском языке, следствие безуспешно пыталось доказать его причастность к сионистскому движению. Вместе с ним обвиняемыми по данному делу были бывшие наркомом юстиции Украинской ССР Ф. П. Радченко и судья Верховного суда Украинской ССР С. М. Прушицкий. Все трое подавали жалобы на то, что следствие использует противозаконные методы, но жалобы так и не были приняты во внимание. Впоследствии, за применения противозаконных методов, был расстрелян следователь, который допрашивал Еминника. Когда дело рассматривалось судом, то он отказался от его рассмотрения из-за невозможности проверки доказательств, и дело было направлено в Особое совещание при НКВД СССР. В итоге Марк Еминник был приговорён к 8 годам лишения свободы.
Еминник отбыл весь срок наказания. После освобождения поселился в Ярославле, где работал юрисконсультом. Однако уже спустя два года после освобождения по отношению к Марку Моисеевичу вновь началось уголовное преследование. На этот раз его обвинили в нарушении статей 587 и 5811 Уголовного кодекса РСФСР. В материалах уголовного дела не было доказательств, которые указывали бы на вину Еминника. Сам обвиняемый также своей вины не признал. Однако, уже 26 января 1949 года Особое совещание при МГБ СССР постановило выслать его на поселение. 
В сентябре 1953 года он написал письмо Генеральному прокурору СССР Роману Руденко, с которым был ранее знаком. К тому моменту, Еминник был уже тяжело болен. В этом письме он просил Руденко «тщательно и объективно оценить материалы расследования» и утверждал о своей невиновности. Умер в 1954 году находясь на поселении. Точное место смерти Марка Еминника неизвестно. В 1956 году Киевский военный трибунал отменил оба обвинительных акта (1939 и 1948 годов) в отношении Марка Моисеевича Еминника.